# Campionat sergipano

Campionat sergipano / Sergipe

El Campionat Sergipano és la competició futbolística de l'estat de Sergipe. És organitzat per la Federação Sergipana de Futebol (FSF).
El professionalisme fou introduït a l'estat l'any 1960.

## Format
La màxima categoria s'anomena Sèrie A-1.
Lliga a doble volta, on cada equip juga enfront de la resta a casa i a fora. L'equip amb més punts esdevé campió. Els 2 clubs amb menys punts baixen a la Sèrie A-2.

## Campions
Font:
Era amateur
- 1918:  Cotinguiba (1)
- 1919: no es disputà
- 1920:  Cotinguiba (2)
- 1921:  Industrial (1)
- 1922:  Sergipe (1)
- 1923:  Cotinguiba (3)
- 1924:  Sergipe (2)
- 1925: no es disputà
- 1926: no es disputà
- 1927:  Sergipe (3)
- 1928:  Sergipe (4)
- 1929:  Sergipe (5)
- 1930: no es disputà
- 1931: no es disputà
- 1932:  Sergipe (6)
- 1933:  Sergipe (7)
- 1934:  Palestra (1)
- 1935:  Palestra (2)
- 1936:  Cotinguiba (4)
- 1937:  Sergipe (8)
- 1938: no es disputà
- 1939:  Ipiranga (1)
- 1940:  Sergipe (9)
- 1941:  Riachuelo (1)
- 1942:  Cotinguiba (5)
- 1943:  Sergipe (10)
- 1944:  Vasco (1)
- 1945:  Ipiranga (2)
- 1946:  Olímpico (1)
- 1947:  Olímpico (2)
- 1948:  Vasco (2)
- 1949:  Palestra (3)
- 1950:  Passagem (1)
- 1951:  Confiança (1)
- 1952:  Cotinguiba (6)
- 1953:  Vasco (3)
- 1954:  Confiança (2)
- 1955:  Sergipe (11)
- 1956:  Santa Cruz (1)
- 1957:  Santa Cruz (2)
- 1958:  Santa Cruz (3)
- 1959:  Santa Cruz (4)

Era professional
- 1960:  Santa Cruz (5)
- 1961:  Sergipe (12)
- 1962:  Confiança (3)
- 1963:  Confiança (4)
- 1964:  Sergipe (13)
- 1965:  Confiança (5)
- 1966:  América (1)
- 1967:  Sergipe (14)
- 1968:  Confiança (6)
- 1969:  Itabaiana (1)
- 1970:  Sergipe (15)
- 1971:  Sergipe (16)
- 1972:  Sergipe (17)
- 1973:  Itabaiana (2)
- 1974:  Sergipe (18)
- 1975:  Sergipe (19)
- 1976:  Confiança (7)
- 1977:  Confiança (8)
- 1978:  Itabaiana (3)
- 1979:  Itabaiana (4)
- 1980:  Itabaiana (5)
- 1981:  Itabaiana (6)
- 1982:  Sergipe (20)
    i  Itabaiana (7)
- 1983:  Confiança (9)
- 1984:  Sergipe (21)
- 1985:  Sergipe (22)
- 1986:  Confiança (10)
- 1987:  Vasco (4)
- 1988:  Confiança (11)
- 1989:  Sergipe (23)
- 1990:  Confiança (12)
- 1991:  Sergipe (24)
- 1992:  Sergipe (25)
- 1993:  Sergipe (26)
- 1994:  Sergipe (27)
- 1995:  Sergipe (28)
- 1996:  Sergipe (29)
- 1997:  Itabaiana (8)
- 1998:  Lagartense (1)
- 1999:  Sergipe (30)
- 2000:  Sergipe (31)
    i  Confiança (13)
- 2001:  Confiança (14)
- 2002:  Confiança (15)
- 2003:  Sergipe (32)
- 2004:  Confiança (16)
- 2005:  Itabaiana (9)
- 2006:  Pirambu (3)
- 2007:  América (2)
- 2008:  Confiança (17)
- 2009:  Confiança (18)
- 2010:  River Plate (1)
- 2011:  River Plate (2)
- 2012:  Itabaiana (10)
- 2013:  Sergipe (33)
- 2014:  Confiança (19)
- 2015:  Confiança (20)
- 2016:  Sergipe (34)
- 2017:  Confiança (21)
- 2018:  Sergipe (35)
- 2019:  Freipaulistano (1)
- 2020:  Confiança (22)
- 2021:  Sergipe (36)
- 2022:  Sergipe (37)
- 2023:  Itabaiana (11)
- 2024:  Confiança (23)
- 2025:  Confiança (24)

## Títols per equip
- Club Sportivo Sergipe (Aracaju) 37 títols
- Associação Desportiva Confiança (Aracaju) 24 títols
- Associação Olímpica Itabaiana (Itabaiana) 11 títols
- Cotinguiba Sport Club (Aracaju) 6 títols
- Esporte Clube Santa Cruz (Estância) 5 títols
- Vasco Esporte Clube (Aracaju) 4 títols
- Palestra Futebol Clube (Aracaju) 3 títols
- Olímpico Pirambu Futebol Clube (Pirambu) 3 títols (inclou Olímpico Futebol Clube Aracaju)
- América Futebol Clube (SE) (Propriá) 2 títols
- Ipiranga Futebol Clube (Maruim) 2 títols
- Sociedade Esportiva River Plate (Carmópolis) 2 títols
- Associação Desportiva Freipaulistano (Frei Paulo) 1 títol
- Industrial Futebol Clube (Aracaju) 1 títol
- Atlético Clube Lagartense (Lagarto) 1 títol
- Passagem Futebol Clube (Aracaju) 1 títol
- Riachuelo Futebol Clube (Aracaju) 1 títol